# ۱۲۲۷ (خورشیدی)

## رویدادها
- ۱۴ شهریور - مرگ و پایان پادشاهی محمدشاه، پادشاه دودمان قاجاریه.
- ۲۲ شهریور _ آغاز پادشاهی ناصرالدین‌شاه، پادشاه دودمان قاجاریه.

## درگذشت‌ها
- 14 شهریور - محمد شاه قاجار: سومین پادشاه سلسله قاجاریه در ایران.